# Hobart International 2020
42°52′24″ пд. ш. 147°19′47″ сх. д. / 42.87333° пд. ш. 147.32972° сх. д.
Hobart International 2020 — жіночий тенісний турнір, що проходив на відкритих кортах з твердим покриттям Міжнародного тенісного центру Гобарта в Гобарті (Австралія). Це був 27-й за ліком Hobart International. Належав до серії International в рамках Туру WTA 2020. Тривав з 13 до 18 січня 2020 року.

## Очки і призові

### Нарахування очок
| Дисципліна1      | П   | Ф   | ПФ  | ЧФ | 1/8 | 1/16 | Q   | Q2  | Q1  |
| Одиночний розряд | 280 | 180 | 110 | 60 | 30  | 1    | 18  | 12  | 1   |
| Парний розряд    | 280 | 180 | 110 | 60 | 1   | Н/Д  | Н/Д | Н/Д | Н/Д |

### Призові гроші
| Дисципліна       | П       | Ф       | ПФ      | ЧФ     | 1/8    | 1/162  | Q   | Q2     | Q1     |
| Одиночний розряд | $43,000 | $21,400 | $11,600 | $6,275 | $3,600 | $2,300 | Н/Д | $1,685 | $1,100 |
| Парний розряд *  | $13,580 | $7,200  | $4,000  | $2,300 | $1,520 | Н/Д    | Н/Д | Н/Д    | Н/Д    |

1 Очки йдуть в рейтинг WTA.

2 Кваліфаєри отримують і призові гроші 1/16 фіналу

* на пару

## Учасниці основної сітки в одиночному розряді

### Сіяні учасниці
| Країна    | Гравчиня             | Рейтинг1 | Сіяна |
| --------- | -------------------- | -------- | ----- |
| Бельгія   | Елісе Мертенс        | 17       | 1     |
| Іспанія   | Гарбінє Мугуруса     | 35       | 2     |
| Казахстан | Олена Рибакіна       | 36       | 3     |
| КНР       | Ч Шуай               | 38       | 4     |
| Росія     | Вероніка Кудерметова | 42       | 5     |
| Польща    | Магда Лінетт         | 43       | 6     |
| Швеція    | Ребекка Петерсон     | 44       | 7     |
| Франція   | Каролін Гарсія       | 46       | 8     |

- 1 Рейтинг подано станом на 6 січня 2020.

### Інші учасниці
Нижче наведено учасниць, які отримали вайлдкард на участь в основній сітці:
- Лізетт Кабрера[3]
- Гарбінє Мугуруса[4]
- Астра Шарма[3]
- Саманта Стосур[5]

Учасниці, що потрапили в основну сітку завдяки захищеному рейтингу:
- Кетрін Белліс

Нижче наведено гравчинь, які пробились в основну сітку через стадію кваліфікації:
- Сорана Кирстя (знялася)
- Унс Джабір
- Катерина Козлова
- Крістіна Макгейл
- Сара Соррібес Тормо
- Гезер Вотсон

Як щасливий лузер в основну сітку потрапили такі гравчині:
- Ніна Стоянович

## Учасниці в парному розряді

### Сіяні
| Країна            | Гравчиня              | Країна            | Гравчиня            | Рейтинг1 | Сіяна |
| ----------------- | --------------------- | ----------------- | ------------------- | -------- | ----- |
| Китайський Тайбей | Чжань Хаоцін          | Китайський Тайбей | Латіша Чжань        | 30       | 1     |
| КНР               | Пен Шуай              | КНР               | Ч Шуай              | 60       | 2     |
| Японія            | Ніномія Макото        | Чехія             | Рената Ворачова     | 115      | 3     |
| Іспанія           | Георгіна Гарсія Перес | Іспанія           | Сара Соррібес Тормо | 133      | 4     |

- 1 Рейтинг подано станом на 6 січня 2020

### Інші учасниці
Нижче наведено пари, які отримали вайлдкард на участь в основній сітці:
- Лізетт Кабрера /  Саманта Стосур
- Джессіка Мур /  Астра Шарма

The following pairs received entry into the doubles main draw using protected rankings:
- Катерина Бондаренко /  Шерон Фічмен[6]
- Надія Кіченок /  Саня Мірза[7]

## Переможниці та фіналістки

### Одиночний розряд
- Олена Рибакіна —  Ч Шуай 7–6(9–7), 6–3

### Парний розряд
- Надія Кіченок /  Саня Мірза —  Пен Шуай /  Ч Шуай 6–4, 6–4